# Bogserbåten Minerva
Bogserbåten Minerva är en svensk bogserbåt, som byggdes 1900 av Jönköpings Mekaniska Werkstad i Jönköping som Othilia för byggmästaren Carl Oscar Lundberg i Stockholm. Lundberg ägde också ett tegelbruk i trakten av Eskilstuna och använde Othilia och en andra bogserbåt, Folke, för tegeltransporter.
Lundbergs två bogserbåtar köptes 1906 av Stockholms Transport & Bogserings AB i Stockholm.  Othilia namnändrades till Minerva 1917.
Stockholms Transport & Bogserings AB gick i konkurs 1925 och rekonstruerades samma år som Stockholms Nya T & B AB, namnändrat till Stockholms Transport & Bogserings AB 1926.
Minerva skrotades 1962.

## Minerva och flyktingbåtenVenus[1]
Den 25-27 september 1944 fraktade den finländska träskutan, motorgaleasen Venus,  842 estniska flyktingar från Raumo över Bottenhavet. Hon var på väg till Gävle, men en hård storm förde det motorsvaga fartyget i stället till Ulvöarna utanför Örnsköldsvik. Under gång mot Örnsköldsvik med eskort av en lotsbåt från Ulvöhamn, råkade hon ut för motorhaveri. Efter att lotsbåtens fortsatta bogsering misslyckats efter vajerbrott, tillkallade lotsarna Minerva, som låg i Ulvöhamn med ångan uppe, och Minerva kunde släpa Venus in till kaj i staden under tre timmars färd.